# Albury
Albury je město v Novém Jižním Walesu v Austrálii. Leží na pravém břehu největší řeky Austrálie, řeky Murray v předhůří Velkého předělového pohoří. V roce 2018 mělo přibližně 54 tisíc obyvatel. Podle Köppenovy klasifikace podnebí s jedná o město ve vlhkém subtropickém podnebí (Cfa), ale má i znaky středozemního podnebí (Csa).